# Prêmio Platino
O Prêmio Platino de Cinema Ibero-Americano é uma premiação criada em 2014 para contemplar os destaques de cada ano no cinema produzido na Ibero-América. Foi instituído pela Entidad de Gestión de Derechos Audiovisuales (EGEDA), da Espanha, e pela Federação Ibero-Americana de Produtores Cinematográficos e Audiovisuais (FIPCA).
Os filmes e artistas são indicados pelas academias nacionais de cinema, dentre os títulos lançados no ano anterior nos cinemas da região. Um júri de 18 personalidades escolhe os vencedores, que recebem uma estatueta em forma de uma mulher, criada por Javier Mariscal.

## Categorias atuais
- Prêmio Platino de Melhor Filme Ibero-Americano
- Prêmio Platino de Melhor Diretor
- Prêmio Platino de Melhor Ator
- Prêmio Platino de Melhor Atriz
- Prêmio Platino de Melhor Roteiro
- Prêmio Platino de Melhor Cinematografia
- Prêmio Platino de Melhor Edição
- Prêmio Platino de Melhor Trilha Sonora Original
- Prêmio Platino de Melhor Direção de Arte
- Prêmio Platino de Melhor Mixagem de Som
- Prêmio Platino de Melhor Filme de Animação
- Prêmio Platino de Melhor Documentário
- Prêmio Platino de Melhor Primeiro Filme de Ficção Ibero-Americana
- Prêmio Platino de Cinema e Educação em Valores
- Prêmio Platino de Melhor Minissérie ou Série Televisiva
- Melhor Performance Masculina em Minissérie ou Telesérie
- Melhor Performance Feminina em Minissérie ou Teleserie
- Prêmio Platino Honorário

## Edições e vencedores

### 2014
A primeira cerimônia de entrega do Prêmio Platino foi realizada em 5 de abril de 2014, na Cidade do Panamá. Os premiados foram:
- Prêmio de honra (pela carreira): Sônia Braga
- Melhor filme de ficção: Gloria
- Melhor animação: Metegol
- Melhor documentário: Con la Pata Quebrada
- Melhor direção: Amat Escalante (Heli)
- Melhor atriz: Paulina García (Gloria)
- Melhor ator: Eugenio Derbez (No Se Aceptan Devoluciones)
- Melhor música original: Emilio Kauderer (Metegol)
- Melhor roteiro: Sebastian Lelio e Gonzalo Maza (Gloria)
- Prêmio Camilo Vives de melhor produção ibero-americana: Wakolda – O Médico Alemão, de Lucía Puenzo [3][4][5]

### 2015
A segunda cerimônia de entrega do Prêmio Platino foi realizada em 18 de junho de 2015, em Marbella, Espanha. Os premiados foram:
- Prémio de honra (pela carreira): Antonio Banderas
- Melhor filme de ficção: Relatos Salvajes
- Melhor animação: O Menino e o Mundo
- Melhor documentário: O Sal da Terra
- Melhor direção: Damián Szifron (Relatos selvajes)
- Melhor atriz: Érica Rivas (Relatos Salvajes)
- Melhor ator: Óscar Jaenada (Cantinflas)
- Melhor música original: Gustavo Santaolalla (Relatos Salvajes)
- Melhor roteiro: Damián Szifron (Relatos Salvajes)

### 2016
A terceira cerimônia de entrega do Prêmio Platino foi realizada em 24 de julho de 2016, em Punta del Este, Uruguai. Os premiados foram:
- Prémio de honra (pela carreira): Ricardo Darín
- Melhor filme de ficção: El abrazo de la serpiente
- Melhor animação: Atrapa la bandera
- Melhor documentário: El botón de nácar
- Melhor direção: Ciro Guerra (El abrazo de la serpiente)
- Melhor atriz: Dolores Fonzi  (La patota)
- Melhor ator: Guillermo Francella (El Clan)
- Melhor música original: Nascuy Linares (El abrazo de la serpiente)
- Melhor roteiro: Pablo Larraín, Guillermo Calderón, Daniel Villalobos (El Club)

### 2017
A quarta cerimônia de entrega do Prêmio Platino foi realizada em 22 de julho de 2017, em Madrid. Os premiados foram:
- Melhor filme de ficção: El ciudadano ilustre
- Melhor animação: Psiconautas, los niños olvidados
- Melhor documentário: Nacido en Siria
- Melhor direção: Pedro Almodóvar (Julieta)
- Melhor atriz: Sônia Braga (Aquarius)
- Melhor ator: Oscar Martínez (El ciudadano ilustre)
- Melhor música original: Alberto Iglesias (Julieta)
- Melhor roteiro: Andrés Duprat (El ciudadano ilustre)

2018
A quinta cerimônia de entrega do Prêmio Platino foi realizada em 29 de abril de 2018, em Playa del Carmen, México. Os premiados foram:
- Melhor filme de ficção: Una mujer fantástica
- Melhor animação: Tadeo Jones 2
- Melhor documentário: Muchos hijos, un mono y un castillo
- Melhor direção: Sebastián Lelio (Una mujer fantástica)
- Melhor atriz: Daniela Vega (Una mujer fantástica)
- Melhor ator: Alfredo Castro (Los perros)
- Melhor música original: Alberto Iglesias  (La Cordillera )
- Melhor roteiro: Sebastián Lelio e Gonzalo Maza (Una mujer fantástica)

2019
A sexta cerimônia de entrega do Prêmio Platino foi realizada em 12 de maio de 2019, em Playa del Carmen, México. Os premiados foram:
- Melhor filme de ficção: Roma
- Melhor animação: Un día más con vida
- Melhor documentário: El silencio de otros
- Melhor direção: Alfonso Cuarón (Roma)
- Melhor atriz: Ana Brun (Las Herederas)
- Melhor ator: Antonio de la Torre (El reino)
- Melhor música original: Alberto Iglesias  (Yuli  )
- Melhor roteiro: Alfonso Cuarón (Roma)

2020
A sétima cerimônia de entrega do Prêmio Platino foi realizada virtualmente em 29 de junho de 2020, ante os impedimentos da COVID-19. Os premiados foram:
- Melhor filme de ficção: Dolor y gloria
- Melhor animação: Buñuel en el laberinto de las tortugas
- Melhor documentário: Democracia em vertigem
- Melhor direção: Pedro Almodóvar (Dolor y gloria)
- Melhor atriz: Carol Duarte (A vida invisível)
- Melhor ator: Antonio Banderas (Dolor y gloria)
- Melhor música original: Alberto Iglesias  (Dolor y gloria )
- Melhor roteiro: Pedro Almodóvar (Dolor y gloria)

2021
A oitava cerimônia de entrega do Prêmio Platino foi realizada em 3 de outubro de 2021, em Madrid. Os premiados foram:
- Melhor filme de ficção: El olvido que seremos
- Melhor animação: La gallina Turuleca
- Melhor documentário: El agente topo
- Melhor direção: Fernando Trueba  (El olvido que seremos)
- Melhor atriz: Candela Peña (La boda de Rosa)
- Melhor ator: Javier Cámara (El olvido que seremos)
- Melhor música original: Maite Arroitajauregi  e Aránzazu Calleja  (Akelarre  )
- Melhor roteiro: David Trueba (El olvido que seremos)

2022
A nona cerimônia de entrega do Prêmio Platino foi realizada em 1 de maio de 2022, em Madrid. Os premiados foram:
- Melhor filme de ficção: El buen patrón
- Melhor animação: Ainbo: El espíritu del Amazonas
- Melhor documentário: A última floresta
- Melhor direção: Fernando León de Aranoa (El buen patrón)
- Melhor atriz: Blanca Portillo (Maixabel)
- Melhor ator: Javier Bardem (El buen patrón)
- Melhor música original: Alberto Iglesias  (Madres paralelas )
- Melhor roteiro: Fernando León de Aranoa (El buen patrón)

### 2023
A décima cerimônia de entrega do Prêmio Platino foi realizada em 22 de abril de 2023, em Madrid. Os premiados foram:
- Melhor filme de ficção: Argentina, 1985
- Melhor animação: Águila y Jaguar: Los Guerreros Legendarios
- Melhor documentário: El Caso Padilla /
- Melhor direção: Rodrigo Sorogoyen  (As bestas)
- Melhor atriz: Laia Costa  (Cinco Lobitos/ pt: Canção de Ninar)
- Melhor ator: Ricardo Darín (Argentina, 1985)
- Melhor música original: Cergio Prudencio (Utama)
- Melhor roteiro: Mariano Llinás e Santiago Mitre   (Argentina,1985)